# Covadonga Carrasco López
María Covadonga Carrasco López (Ribadeo, 1965) és una professora i arquitecta gallega.

## Trajectòria
En 1993, va obtenir el títol d'arquitecta, a l'Escola Tècnica Superior d'Arquitectura de La Corunya. L'any 1994 va fundar amb Juan Creus Andrade l'"Estudi Creus i Carrasco arquitectes". Va formar part de la curaturia "Aula de Rehabilitació del Nucli Històric de Santiago de Compostel·la", entre els anys 1997 a 1998.

## Obres
- Seu dona Fundació Luis Seoane en 2003.[2]
- Llotja de Fisterra.[3]
- Casa Mercedes, Ciutat Jardí, La Corunya, Espanya.[4]
- Port de Malpica: intervenció juntament amb l'Autoritat Portuària, en el remodelat del port, en aquells punts aptes de crear espai públic, explorant les seves condicions com a lloc de relació i acolliment que compta amb l'atractiu de l'activitat pesquera i les vistes d'un enclavament únic, present a través de rampes, escales, miradors.[5] Va ser candidata prefinalista, 40 (Catàleg XI BEAU), i va resultar amb un dels dos esments.[6][4]

## Premis
Premi Juana de Vega en 2006, concedint, per unanimitat, dos accèssits, un a: l'habitatge executat en Toba (Cee),pels arquitectes Covadonga Carrasco López i Juan José Creus Andrade, per la solució adoptada, sobre la base de dos volums sota una coberta a dues aigües invertida, que permet solucionar el pendent del terreny, per satisfer els requeriments d'una família de quatre persones i l'aprofitament de les vistes sobre la costa, respectant un vell exemplar de roure autòcton; l'altre un habitatge construït a Lians (Oleiros) per l'arquitecte Alfonso Fernández Bernárdez.